# 洛伦佐·玛格纳尼
洛伦佐·玛格纳尼（義大利語：Lorenzo Magnani，1952年—），哲学家，意大利帕维亚大学人文科学院哲学部科学哲学教授，计算哲学实验室主任。曾任中国中山大学客座教授（2006-2012），因在促进哲学、科学哲学、逻辑和认知科学领域的国际学术交流与合作研究方面所做的贡献，获2010年中山大学哲学系复建50周年纪念大会颁奖表彰。
主要研究领域包括科学哲学、逻辑、认知科学、人工智能和医学哲学，曾长期从事19-20世纪的几何学与几何哲学研究。
近年来他从溯因推理视角探究科学中的概念创新及演变过程，主要目标是整合认识论的、历史的观点与认知科学关于表征和推理的研究成果。近期还从哲学与认知的视角探讨道德和技术的关系问题以及暴力问题。
曾分别于1992年在卡耐基梅隆大学、1992-1993年在麦吉尔大学、1993年在滑铁卢大学、1995及1998-1999年在乔治亚理工大学做访问学者；1999-2003年在乔治亚理工大学担任科学哲学与伦理学客座教授；2003年在柏鲁克学院及纽约城市大学获聘维斯曼杰出客座教授。
迄今为止已负责完成多项与美国、欧盟及中国合作的国际学术计划。
自1998年始，与南希·J·纳西希安（Nancy J. Nersessian）及保罗·萨伽德（Paul Thagard）合作举办多届基于模型的推理（MBR）国际学术会议。
2012年3月16日被罗马尼亚苏恰瓦斯特凡大公大学理事会授予荣誉博士学位。
2015年被任命为国际科学哲学学会（the International Academy for the Philosophy of the Sciences）委员。
意大利语著作
《非欧几何》（1978） 经典文本选集
《建筑之名》（1978） 合著
《应用认识论》（1991）
《哲学与几何》（1991）
《经典逻辑与大众逻辑》（1997） 合著 逻辑学教材
《计算哲学导论》（1997）
《作为义务的知识——技术世界中的分布式道德》（2006）
《暴力哲学》（2012）
《敬人为物》（2013）
英文专著
《溯因、理由与科学——发现及解释的过程》 克鲁沃学术出版社/普勒纳姆出版社 2001；中译版，广东人民出版社2006李大超、任远 译
《哲学与几何——理论及历史问题》 多特雷赫特：克鲁威尔学术出版社 2001
《技术世界中的道德——作为义务的知识》剑桥大学出版社 2007
《溯因认知——假言推理的认识论和生态认知维度》施普林格科学与商业出版社 2009
《理解暴力：道德、宗教与暴力的纠缠——一种哲学立场》 施普林格科学与商业出版社 2009
《科学创新的溯因推理结构——认知生态学随笔》 施普林格科学与商业出版社2017
编著
《基于模型的科学——施普林格手册》施普林格出版社2017  L·玛格纳尼、T·贝托洛蒂主编
《科学与技术中基于模型的推理——逻辑、认识论和认知问题》施普林格出版社2016 L·玛格纳尼、C·卡萨迪欧 主编 Sapere丛书
《哲学与认知科学II——东西方研究》施普林格出版社 2015  L·玛格纳尼、李平、 朴右石（韩） 主编  Sapere丛书
《科学与技术中基于模型的推理——理论与认知问题》 施普林格出版社 2013  L·玛格纳尼主编  Sapere丛书
《新逻辑学导论》 意大利语版  伊利 梅兰格罗出版社 2013  L·玛格纳尼主编
《哲学与认知科学——东西方研究》 施普林格出版社 2012  L·玛格纳尼、李平 主编Sapere丛书
《科学与技术中基于模型的推理——溯因、逻辑和计算发现》  施普林格出版社 2010 L·玛格纳尼、W·卡尔涅利、C·皮兹 主编  计算智能研究丛书第314卷
《源自多学科数据的沟通与发现》  施普林格出版社 2008  S·依瓦塔、Y·奥沙瓦、S·苏默彤、N·钟、Y·施、L·玛格纳尼 主编  计算智能研究丛书
《科学、技术与医学中基于模型的推理》 施普林格出版社 2007  L·玛格纳尼、李平 主编  计算智能研究丛书第64卷
《认知视野中的哲学探究》 中文版  广东人民出版社2006  L·玛格纳尼、李平 主编
《科学与工程中基于模型的推理——认知科学、认识论与逻辑》 伦敦国王学院出版社 2006  L·玛格纳尼 主编
《计算与哲学》 联合国际学术出版社2006  L·玛格纳尼 主编
《计算、哲学与认知》 伦敦国王学院出版社 2005  L·玛格纳尼、R·多塞纳 主编
《基于模型的推理——科学发现、技术创新和价值》  克鲁沃学术出版社/普勒纳姆出版社 2002  L·玛格纳尼、南希·J·纳西希安 主编
《逻辑与计算视角中基于模型的推理》 克鲁沃学术出版社 2002  L·玛格纳尼、南希·J·纳西希安、C·皮兹 主编
《科学发现中的模型化推理》 克鲁沃学术出版社/普勒纳姆出版社 2001  L·玛格纳尼、南希·J·纳西希安、P·萨伽德 主编；中译版 中国科学技术出版社2001于祺明、王天思 主译
《费力克斯·克莱茵——埃朗根计划》 施普林格出版社 2004  L·玛格纳尼、R·多塞纳 主编
主编丛书
应用哲学研究——认识论与理性伦理学（SAPERE） 施普林格科学与商业出版社